# Phare de Skagen
Pour les articles homonymes, voir Skagen (homonymie).

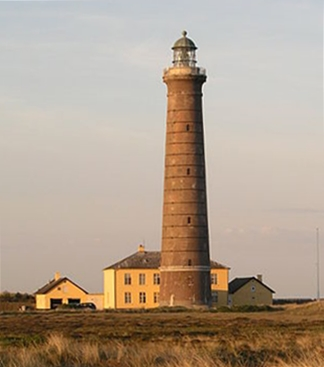
Skagen Lighthouse

Le phare de Skagen (danois : Skagen Fyr), aussi connu sous le nom de phare gris de Skagen (danois : Det Grå Fyr), est un phare situé à environ 4 km au nord-est de Skagen dans l'extrême nord du Jutland, Danemark. Conçu par l'architecte Niels Sigfred Nebelong, il est mis en service le 1er novembre 1858.

## Description
Le premier phare de Skagen, le phare blanc (danois : Det Hvide Fyr), conçu par Philip de Lange (en) et terminé en 1747, est le premier phare à avoir été construit en briques au Danemark. Le phare de Skagen, qui le remplace, consiste en une tour ronde en brique non peinte avec une lanterne et une galerie, de 46 m de haut. La maison à deux étages du gardien de phare qui lui est attachée est peinte en jaune vif. Quand il est construit le phare était plus ou moins au milieu de la péninsule de Skagen Odde mais à cause de l'érosion des côtes, le phare est maintenant très près de la côte Kattegat au sud-est.
Originellement la lumière était émise par cinq lampes à pétrole qui ont été remplacées par une lampe électrique de 1 000 W puis de 1 500 W. Actuellement c'est une lampe à vapeur de sodium de 400 W qui peut être vue jusqu'à 37 km de distance.
Le phare de Skagen est le plus septentrional du Danemark et, jusqu'en 1952, était le plus grand. Le phare de Dueodde à Bornholm mesure un mètre de plus.